# Cariblatta minima
Cariblatta minima es una especie de cucaracha del género Cariblatta, familia Ectobiidae.

## Distribución
Esta especie se encuentra en los Estados Unidos y Cuba.